# Ligue des cercles de bridge de la Communauté culturelle française
 (avril 2013).
Si vous disposez d'ouvrages ou d'articles de référence ou si vous connaissez des sites web de qualité traitant du thème abordé ici, merci de compléter l'article en donnant les références utiles à sa vérifiabilité et en les liant à la section « Notes et références ».

La Ligue des cercles de bridge de la Communauté culturelle française (LBF) est une société à responsabilité limitée ayant pour but officiel de promouvoir et de développer la pratique du bridge tant sur le plan régional ou provincial que sur le plan national et international et de regrouper tous les joueurs de la Communauté dans l’esprit de l’autonomie culturelle française .

## Organisation
En octobre 2010, le conseil d'administration était composé de 14 membres et présidé par Guy Lambeaux
La ligue a plusieurs comités et commissions  :
- Comité des Tournois, Président : Georges Keldermans
- Commission d'arbitrage, Président : Jean-Marc Boite
- Commission de l'Enseignement, Président : Philippe Coenraets
- Commission d'appel, Président : Guy Cassart
- Commission de la Jeunesse
- Comité régional Bruxelles-Capitale et Brabant wallon, Président : Philippe Rebuffat
- Comité régional liégeois, Présidente : Lucienne Nicolas
- Comité régional Hainaut-Namur, Président : Guy Cassart

## Classement
La LBF définit un classement annuel individuel en Master-Points

## Compétitions
La LBF organise chaque année plusieurs compétitions. On retrouve parmi les plus importantes:
- Championnat LBF par carré
- Coupe LBF par carré
- Championnat Open LBF par paires